# Računalni program
Računalni program je skup uputa računalu što treba učiniti i kako to izvesti. Postoje razne vrste programa ovisno o zadatku koji želimo da program izvrši. Tako postoje tekstprocesori za pisanje teksta, proračunske tablice za izradu tablica, baze podataka i dr.
Računalni program se pomoću jezičnog prevoditelja mora prevesti u binarni brojevni sustav da bi ga računalo razumjelo i izvršavalo.

## Primjer (izvorni kod)
| • Adresa | • Oznaka | • Naredba •       | • Binarni brojevni sustav •         |  |
|          |          | .begin            |                                     |  |
|          |          | .org 2048         |                                     |  |
|          | a_start  | .equ 3000         |                                     |  |
| 2048     |          | ld [length],&r1   | 11000010 00000000 00101000 00101100 |  |
| 2052     |          | ld [address],%r2  | 11000100 00000000 00101000 00110000 |  |
| 2056     |          | addcc %r3,%r0,%r3 | 10000110 10001000 11000000 00000000 |  |
| 2060     | loop:    | addcc %r1,%r1,%r0 | 10000000 10001000 01000000 00000001 |  |
| 2064     |          | be done           | 00000010 10000000 00000000 00000110 |  |
| 2068     |          | addcc %r1,-4,%r1  | 10000010 10000000 01111111 11111100 |  |
| 2072     |          | addcc %r1,%r2,%r4 | 10001000 10000000 01000000 00000010 |  |
| 2076     |          | ld %r4,%r5        | 11001010 00000001 00000000 00000000 |  |
| 2080     |          | ba loop           | 00010000 10111111 11111111 11111011 |  |
| 2084     |          | addcc %r3,%r5,%r3 | 10000110 10000000 11000000 00000101 |  |
| 2088     | done:    | jmpl %r15+4,%r0   | 10000001 11000011 11100000 00000100 |  |
| 2092     | length:  | 20                | 00000000 00000000 00000000 00010100 |  |
| 2096     | address: | a_start           | 00000000 00000000 00001011 10111000 |  |
|          |          | .org a_start      |                                     |  |
| 3000     | a:       | 25                | 00000000 00000000 00000000 00011001 |  |
| 3004     |          | -10               | 11111111 11111111 11111111 11110110 |  |
| 3008     |          | 33                | 00000000 00000000 00000000 00100001 |  |
| 3012     |          | -5                | 11111111 11111111 11111111 11111011 |  |
| 3016     |          | 7                 | 00000000 00000000 00000000 00000111 |  |
|          |          | .end              |                                     |  |